# Беглери, Георгий Павлович

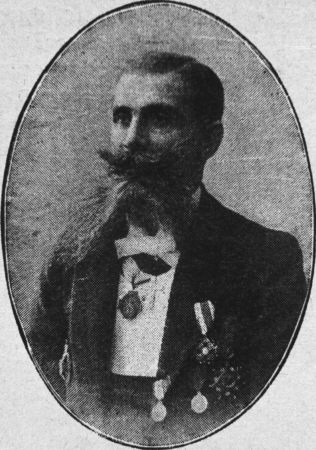
Георгий Павлович Беглери́

Георгий Павлович Беглери́ (Георгиос Веглерис, греч. Γεώργιος Βεγλερής; 1847 Константинополь, Османская империя — 1923) — российский византинист греческого происхождения, секретный агент русского правительства. Член Русского археологического института в Константинополе (РАИК) и Императорского Православного Палестинского общества (ИППО).

## Биография
Обучался в Одессе, куда прибыл в 1860 году; в греческой Троицкой церкви города настоятельствовал его дядя — архимандрит Григорий Беглери. В 1868 году окончил Греческое национальное училище в Константинополе. Служил в корпусе охранной стражи императора Александра II. Раскрыв заговор студентов Лесного института, в котором учился, был вынужден покинуть Санкт-Петербург и возвратиться в Константинополь, где получил место в главном агентстве Русского общества пароходства и торговли. Состоял корреспондентом газет «Русскій Міръ», «Голосъ» и других. Во время русско-турецкой войны 1877—1878 годов служил драгоманом в действующей армии, был агентом Генерального штаба в Константинополе. Во избежание ареста уехал в Европу, где выполнял поручения по наблюдению за русскими эмигрантами; по кончании войны возвратился в Константинополь.
С конца 1870-х, как любитель, начал заниматься археологическими раскопками в окрестностях Константинополя. Был сотрудником Греческого филологического общества.
После открытия в 1895 году РАИК стал его активным сотрудником, подарил институту свою археологическую коллекцию; содействовал приобретению рукописей для РАИК. Участвовал в сделке по покупке пурпурного Сармисахлийского кодекса Евангелия (VI век; хранится в РНБ), был одним из первых его исследователей. Перевёл на греческий ряд работ русских византинистов и опубликовал их в периодических изданиях Афин и Константинополя. Состоял в переписке с русскими византинистами: Иваном Троицким, В. Г. Васильевским, Н. П. Лихачёвым, В. Э. Регелем и другими.
В своей корреспонденции Троицкому, бывшему советником обер-прокурора Победоносцева, сообщал (в конечном итоге русскому правительству) сведения о положении дел в столице Османской империи.
В 1890-х был представителем ИППО в Константинополе. Участвовал в улаживании спора в 1892 г. вопрос о споре русских монахов Ильинского скита на Афоне с монастырём Пантократор, который в 1892 году был решён в пользу русских. После отречения весной 1884 года Вселенского Патриарха Иоакима III выступал в качестве посредника в переписке последнего с русскими церковно-политическими деятелями.
По получении в 1899 году нового назначения в Яффе лишился возможности участвовать и получать сведения о церковной и политической жизни в столице. Последние годы провёл в Смирне. Его обширная библиотека и архив погибли в 1922 году во время «Малоазийской катастрофы» и сожжения Смирны турками.

## Сочинения
- «Храм святых Апостолов и другие памятники Константинополя по описанию Константина Родия». Од., 1896;
- «Русский Археологический институт в Константинополе» // ВВ. 1897. Т. 4. Вып. 1. стр. 303—305; 1898. Т. 5. стр. 334—355;
- «Заметки по топографии Константинополя» // Там же. 1898. Т. 5. Вып. 4. стр. 618—625;
- «Межевой знак владений Дексикрата и Урвикия» // ИРАИК. 1899. Т. 4. Вып. 2. стр. 105—108;
- «Печать Трапезундского императора Давида» // Там же. 1900. Т. 8. Вып. 3. стр. 247—248;
- Святая София // Там же. 1902. Т. 8. Вып. 1/2. стр. 116—118.